# Emin Pascià
Emin Pascià, nato Isaak Eduard Schnitzer e battezzato nel 1847 circa col nome di Eduard Carl Oscar Theodor Schnitzer (Opole, 28 marzo 1840 – Kinene, 23 ottobre 1892), è stato un medico, naturalista ed esploratore tedesco.
Fu inoltre governatore di Equatoria, provincia nel Sudan meridionale, all'epoca amministrata dal governo egiziano.

## Biografia
Nacque a Oppeln, oggi Opole, Slesia, da una famiglia ebraica di origine tedesca che si era trasferita a Neiße quando Emin aveva due anni. Dopo la morte del padre avvenuta nel 1845, sua madre si risposò e si convertì al protestantesimo; lei ed i figli vennero battezzati secondo il rito luterano. Emin studiò nelle Università di Breslavia, Königsberg e Berlino, laureandosi in medicina nel 1864. Lasciò la Germania con l'intenzione di stabilirsi a Costantinopoli per entrare nel servizio dell'Impero ottomano.
Viaggiando attraverso Vienna e Trieste, sostò ad Antivari nel Montenegro, dove, fino al 1870, lavorò come funzionario medico addetto alla quarantena nel porto locale. Terminato questo incarico si unì al personale di Ismail Hakki Pascià, governatore di una provincia dell'Albania settentrionale, e durante il suo servizio viaggiò per tutto l'impero ottomano, sebbene i dettagli relativi a questo periodo risultino scarsi. 
Quando Hakki Pascià morì nel 1873, Emin fece ritorno a Nysa con la vedova di Hakki Pascià ed i suoi figli, convivendoci come se fossero la propria famiglia. Se ne andò improvvisamente nel settembre del 1875 per recarsi dapprima al Cairo e nel dicembre dello stesso anno a Khartoum.
A questo punto adottò il nome di “Mehemet Emin” (in arabo Muhammad al-Amin), ma non ci sono fonti ufficiali riguardo ad una sua presunta conversione all'Islam. Nella capitale sudanese aprì uno studio medico e iniziò a collezionare varie specie di piante, animali e uccelli, molte delle quali vennero spedite nei vari musei europei. 
Nel 1876 Charles George Gordon, l'allora governatore dell'Equatoria, nominò Emin capo ufficiale medico della provincia e gli affidò alcune missioni diplomatiche in Buganda e Bunyoro.

## Governatore dell'Equatoria
Nel 1878 Emin succedette a Gordon quale governatore della provincia ed ottenne il titolo di Bey.
Per qualche anno si stabilì a Lado, luogo che servì come base per amministrare il territorio e si dedicò alla lotta alla tratta degli schiavi. Nel 1881 scoppiò la rivolta di Muhammad Ahmad: le truppe del Mahdi spingevano verso sud, il governo egiziano dovette nel tempo abbandonare la provincia e l'Equatoria si isolò dal resto del mondo. Nel 1885 Emin dovette lasciare Lado per trasferirsi col proprio piccolo esercito verso sud, a Wadelai, da dove riuscì comunque a mantenere contatti con Zanzibar. Nel 1886 venne organizzata la spedizione di soccorso a Emin Pascià, capitanata da Henry Morton Stanley. Quando nel 1888 la squadra riuscì nell'intento di trovare Emin, si resero conto che quest'ultimo non aveva alcuna intenzione di lasciare la propria posizione. Nel frattempo parte della squadra di salvataggio venne decimata da malattia e dal dissenso, alcuni militari di Emin si erano ribellati e giungevano notizie che le truppe del Mahdi stessero guadagnando terreno. A questo punto Stanley riuscì finalmente a convincere Emin a partire per Zanzibar; alla spedizione si aggiunse anche l'esploratore italiano Gaetano Casati.
Emin Pascià sostò per qualche mese a Bagamoyo, poi entrò al servizio della Compagnia dell'Africa Orientale Tedesca. Per conto della Germania, partì verso l'Africa centrale per esplorarne i laghi ma nel 1892 venne ucciso da due commercianti arabi di schiavi a Kinene, località nei pressi delle Stanley Falls ubicate nell'allora Stato Libero del Congo.